# 水獺捕魚法

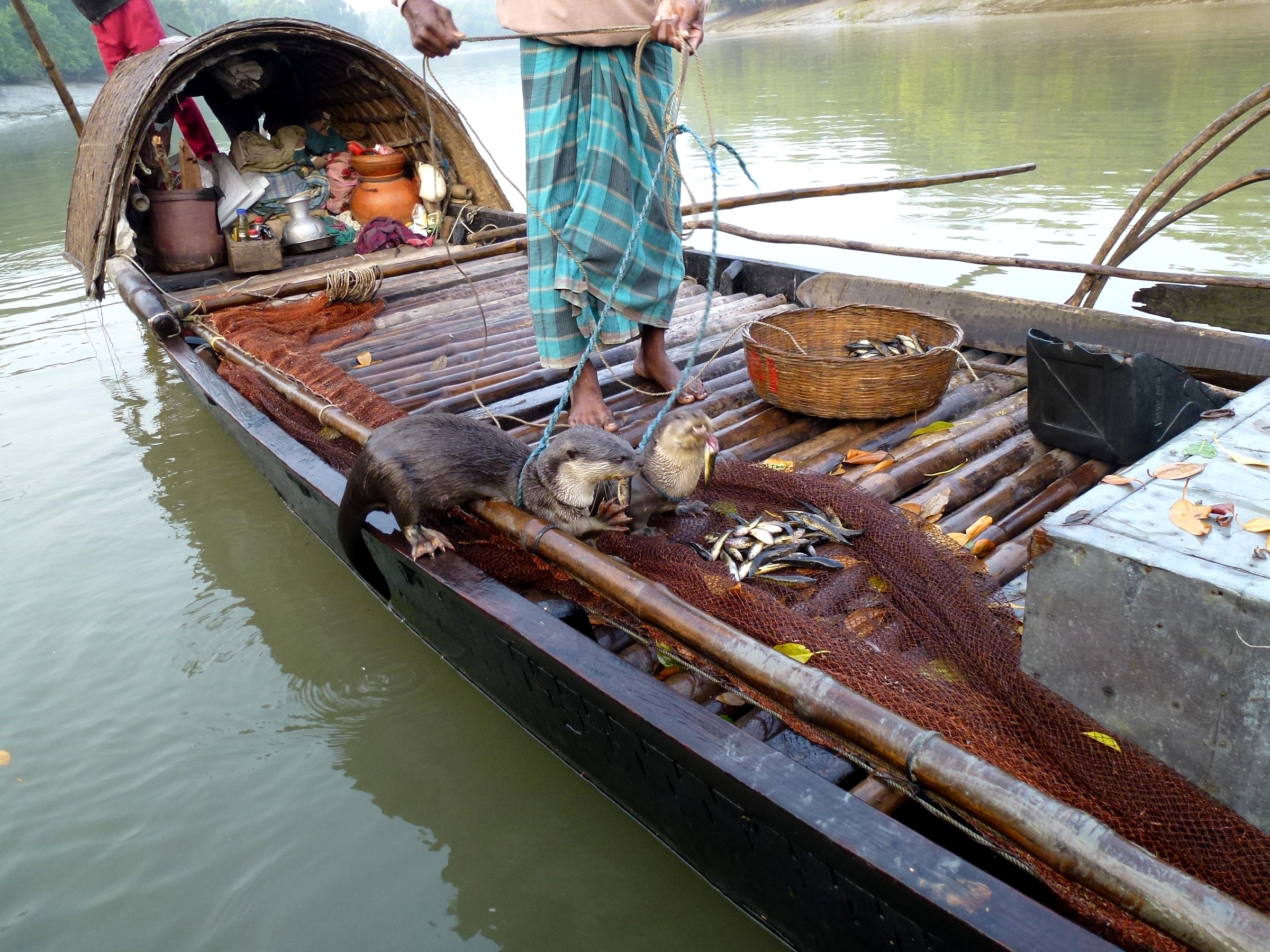
圖為孟加拉孫德爾本斯國家公園使用水獺捕魚法的漁民

水獺捕魚法是一種馴化水獺來捕魚的傳統技能，有上千年的歷史，在亞洲、美洲、歐洲和非洲等地皆有紀錄。漁民會训练水獺將魚蝦趕入網中，或直接讓水獺帮助捕魚。圭亞那的漁民则採用另一種方法：以水獺作为标志来判斷魚的位置。早期，水獺捕魚法十分普遍，但如今水獺捕魚法幾乎失傳，只剩中國大陸和孟加拉等少數地區尚存此一傳統。此法的失传或将加快水獺的滅絕速度。

## 歷史

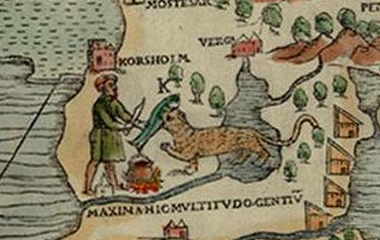
16世紀孟加拉古地圖上紀載的水獺捕魚法

水獺捕魚法在千年以前的唐朝就有记载，當時中國漁民便會馴化水獺來捕魚，據說是從東南亞的漁民那邊学得。此一捕魚法也在馬可波羅的遊記中提及。亞洲其他地區，如南亞（孟加拉和印度）及東南亞地區漁民亦在百年前就懂得這招。除了亞洲，中美洲和南美洲、中歐（德國）和東歐（波蘭）、北非、不列顛群島（英格蘭和蘇格蘭）及斯堪地那維亞也有水獺捕魚的紀錄。

## 作法
此一傳統技能是由父親傳給兒子，一代傳一代。早期漁民馴養來捕魚的水獺主要是歐亞水獺（如歐洲和北非地區）和江獺（如亞洲地區），但目前只剩江獺。採用水獺捕魚法的漁民會捕捉小水獺，從小訓練。也有漁民選擇訓練成年水獺，因為成年水獺較好訓練。捕魚時間通常是在晚上，漁民會把漁網從船上撒到靠近河岸的水下，並將一條繩子拴在水獺脖子上，然後讓牠下水。水獺會從植物叢、石頭底或縫隙處將魚、蝦趕進漁網中，漁夫再用漁網撈捕。另一種方法則是漁民先讓水獺餓一陣子，接著放牠下水。因水獺不會在水下進食，浮上水面後漁夫便能從牠口中取走魚。圭亞那的漁民採用的是另一種方法：觀察水獺的下潛去向，确认捕魚的位置，然後展开捕魚行动。有文獻紀載，在不列顛群島，漁民會給水獺戴上口套，避免水獺把鱼吃掉。表現良好時，漁夫通常會給予水獺食物作為獎勵。

## 現狀
早期，水獺捕魚法十分普遍，有的漁民甚至馴養了十多隻的水獺。但如今，水獺捕魚法幾乎失傳，只剩中國大陸（如四川省瀘州市的合江縣）和孟加拉（如諾拉爾縣）等少數地區尚存此一傳統。水獺捕魚法難以延續的原因包含漁獲量因環境污染而大幅減少，以及水獺的瀕危。野生動物專家也表示，漁民飼養水獺捕魚有利維持水獺的數量，且馴養過的水獺仍可在野外存活；若此一傳統消失，水獺會滅絕得更快。但據中華人民共和國農業部訂定的长江渔业资源管理规定第六條，在長江用水獺捕魚是違法行為。